# Mimika Air Flight 514
Mimika Air Flight 514 var ett flygplan av typen Pilatus PC-6 som den 17 april 2009 flög in i berget Gunung Gergaji precis före landning. Planet var på väg från Ilaga till Mulia i provinsen Papua på Nya Guinea i Indonesien. Alla 11 passagerare och besättningsmän omkom i haveriet. Den indonesiska haverikommisionen NTSC drog slutsatsen att olyckan orsakats av pilotfel i dåligt väder på grund av spatial desorientering.